# Liste der Nummer-eins-Country-Alben in den USA (2000)
Dies ist eine Liste der Nummer-eins-Alben in den von Billboard ermittelten Verkaufscharts für Country-Alben in den USA im Jahr 2000. In diesem Jahr gab es elf Nummer-eins-Alben.

| ← 1999 ← | Liste der Nummer-eins-Country-Alben in den USA | Liste der Nummer-eins-Country-Alben in den USA | Liste der Nummer-eins-Country-Alben in den USA | 2001 →                    |
| \| Zeitraum \| Wo. ges. \| Interpret \| Titel \| Zusätzliche Informationen \| \| (Zeitraum, Wochen auf Platz eins, Interpret, Titel, zusätzliche Informationen) \| \| \| \| \| \| ------------------------------------------------------------------------------ \| -------- \| ---------------------------------- \| --------------------------------- \| ------------------------- \| \| 1. Januar 2000 – 14. Januar 2000 2 Wochen (insgesamt 50) \| 50 \| Shania Twain \| Come On Over[1] \| — \| \| 15. Januar 2000 – 24. März 2000 10 Wochen (insgesamt 18) \| 18 \| Dixie Chicks \| Fly[2] \| — \| \| 25. März 2000 – 7. April 2000 2 Wochen (insgesamt 2) \| 2 \| George Strait \| Latest Greatest Straitest Hits[3] \| — \| \| 8. April 2000 – 9. Juni 2000 9 Wochen (insgesamt 27) \| 27 \| Dixie Chicks \| Fly \| — \| \| 10. Juni 2000 – 16. Juni 2000 1 Woche (insgesamt 1) \| 1 \| Lee Ann Womack \| I Hope You Dance[4] \| — \| \| 17. Juni 2000 – 18. August 2000 9 Wochen (insgesamt 36) \| 36 \| Dixie Chicks \| Fly \| — \| \| 19. August 2000 – 25. August 2000 1 Woche (insgesamt 1) \| 1 \| Jo Dee Messina \| Burn[5] \| — \| \| 26. August 2000 – 6. Oktober 2000 6 Wochen (insgesamt 6) \| 6 \| Original Motion Picture Soundtrack \| Coyote Ugly[6] \| — \| \| 7. Oktober 2000 – 13. Oktober 2000 1 Woche (insgesamt 1) \| 1 \| George Strait \| George Strait[7] \| — \| \| 14. Oktober 2000 – 27. Oktober 2000 2 Wochen (insgesamt 2) \| 2 \| Kenny Chesney \| Greatest Hits[8] \| — \| \| 28. Oktober 2000 – 24. November 2000 4 Wochen (insgesamt 6) \| 6 \| Faith Hill \| Breathe[9] \| — \| \| 25. November 2000 – 8. Dezember 2000 2 Wochen (insgesamt 2) \| 2 \| Alan Jackson \| When Somebody Loves You[10] \| — \| \| 9. Dezember 2000 – 29. Dezember 2000 3 Wochen (insgesamt 3) \| 3 \| Tim McGraw \| Greatest Hits[11] \| — \| |                                                |                                                |                                                |                           |
| ← 1999 |                                                |                                                |                                                | → 2001 →                  |
| Zeitraum | Wo. ges.                                       | Interpret                                      | Titel                                          | Zusätzliche Informationen |
| (Zeitraum, Wochen auf Platz eins, Interpret, Titel, zusätzliche Informationen) |                                                |                                                |                                                |                           |
| 1. Januar 2000 – 14. Januar 2000 2 Wochen (insgesamt 50) | 50                                             | Shania Twain                                   | Come On Over                                   | —                         |
| 15. Januar 2000 – 24. März 2000 10 Wochen (insgesamt 18) | 18                                             | Dixie Chicks                                   | Fly                                            | —                         |
| 25. März 2000 – 7. April 2000 2 Wochen (insgesamt 2) | 2                                              | George Strait                                  | Latest Greatest Straitest Hits                 | —                         |
| 8. April 2000 – 9. Juni 2000 9 Wochen (insgesamt 27) | 27                                             | Dixie Chicks                                   | Fly                                            | —                         |
| 10. Juni 2000 – 16. Juni 2000 1 Woche (insgesamt 1) | 1                                              | Lee Ann Womack                                 | I Hope You Dance                               | —                         |
| 17. Juni 2000 – 18. August 2000 9 Wochen (insgesamt 36) | 36                                             | Dixie Chicks                                   | Fly                                            | —                         |
| 19. August 2000 – 25. August 2000 1 Woche (insgesamt 1) | 1                                              | Jo Dee Messina                                 | Burn                                           | —                         |
| 26. August 2000 – 6. Oktober 2000 6 Wochen (insgesamt 6) | 6                                              | Original Motion Picture Soundtrack             | Coyote Ugly                                    | —                         |
| 7. Oktober 2000 – 13. Oktober 2000 1 Woche (insgesamt 1) | 1                                              | George Strait                                  | George Strait                                  | —                         |
| 14. Oktober 2000 – 27. Oktober 2000 2 Wochen (insgesamt 2) | 2                                              | Kenny Chesney                                  | Greatest Hits                                  | —                         |
| 28. Oktober 2000 – 24. November 2000 4 Wochen (insgesamt 6) | 6                                              | Faith Hill                                     | Breathe                                        | —                         |
| 25. November 2000 – 8. Dezember 2000 2 Wochen (insgesamt 2) | 2                                              | Alan Jackson                                   | When Somebody Loves You                        | —                         |
| 9. Dezember 2000 – 29. Dezember 2000 3 Wochen (insgesamt 3) | 3                                              | Tim McGraw                                     | Greatest Hits                                  | —                         |